# 무기산
무기산은 무기 화합물의 화학반응으로 생성된 산으로서 유기산에 대응되는 산이다.
무기산에는 여러가지가 있다 :
- 염산 HCl
- 질산 HNO3
- 인산 H3PO4
- 황산 H2SO4
- 붕산 H3BO3
- 플루오린화 수소산 HF
- 브로민화 수소산  HBr
- 탄산 H2CO3